# Erasto B. Mpemba

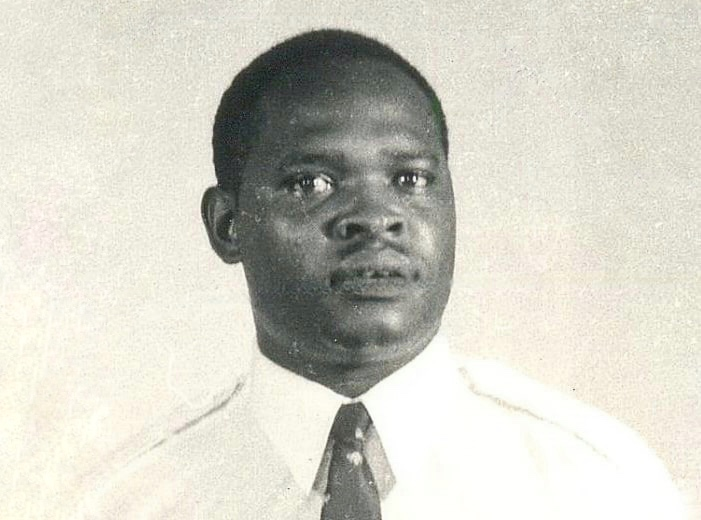
Erasto Mpemba als Schüler (~1963)

Erasto Bartholomeo Mpemba (* 1950; † 14. Mai 2023) Anm. war ein tansanischer Wildhüter, der in Schülertagen den nach ihm benannten Mpemba-Effekt wiederentdeckte, ein paradoxes Phänomen, bei dem heißes Wasser unter bestimmten Bedingungen schneller gefriert als kaltes Wasser.

## Leben
Mpemba wurde 1950 geboren. Im Alter von 13 Jahren besuchte er die Magamba Secondary School in Tanga, wo er den Mpemba-Effekt wiederentdeckte.
Mpemba wollte anfänglich Arzt werden, seine finanziellen Möglichkeiten hinderten ihn aber daran. Da die Arbeit mit Wildtieren eine Möglichkeit für ein Stipendium im Ausland bot, schrieb er sich am Mweka Wildlife College in Moshi ein. Nach dem Erhalt seines Diploms stieg Mpemba 1967 zum Regional Natural Resources Officer in der Mara-Region auf. Es dauerte weitere acht Jahre, bis er sein Ziel, im Ausland zu studieren, erreichte: Er absolvierte ein Studium im Naturschutzmanagement am Canberra College of Advanced Education (heute University of Canberra) in Australien und erwarb anschließend einen Master-Abschluss an der Sul Ross State University in Alpine, USA. Später wurde er Hauptbeauftragter für Wildmanagment im tansanischen Ministerium für Naturressourcen und Tourismus und im Jahr 2002 Vizevorsitzender der Arbeitsgruppe für die Bewirtschaftung von Wildtieren der African Forestry and Wildlife Commission. Im Jahr 2011 hatte er die Arbeit für das tansanische Ministerium niedergelegt und befand sich im Ruhestand.
Mpemba war verheiratet und hatte Kinder; seine Frau war Ärztin. Mpembas Tod ist nicht eindeutig dokumentiert: Laut Christine Osborne, der Witwe des Physikers, der eine Schlüsselrolle bei der Dokumentation und Veröffentlichung von Mpembas Erkenntnissen spielte, verstarb Mpemba um das Jahr 2020. Berichten von TRT Africa zufolge, ist er jedoch erst am 14. Mai 2023 mit 73 Jahren verstorben.

## Wiederentdeckung des Mpemba-Effektes
Mpemba entdeckte das Phänomen als 13-jähriger Schüler 1963 während eines Kochkurses, als er bei der Zubereitung von Speiseeis aus Zeitmangel die Phase des Abkühlens an der Luft übersprang und so seine Milchmischung im Gefrierschrank unerwartet schneller gefror als die seiner Mitschüler. Als Mpemba seinen damaligen Physiklehrer auf die Beobachtung ansprach, stellte dieser fest, dass Mpemba etwas durcheinander gebracht haben müsse und dieses Verhalten schlichtweg nicht möglich sei.
Einige Jahre später lud der Leiter von Mpembas Schule den britischen Physiker Denis Osborne (1932–2014) von der University of Dar es Salaam ein, der einen Gastvortrag über seine Arbeit hielt. Mpemba stellte am Ende der Präsentation die Frage, die ihn schon so lange beschäftigte:

„If you take two beakers with equal volumes of water, one at 35°C and the other at 100°C, and put them into a refrigerator, the one that started at 100°C freezes first. Why?“

„Wenn man zwei Wasserbehälter mit gleichem Volumen, einen mit 35 Grad Celsius und den anderen mit 100 Grad Celsius, in einen Gefrierschrank stellt, gefriert der heißere zuerst. Warum?“

Anwesende Lehrer und Mitschüler hielten die Behauptung für absurd und verspotteten Mpemba für die Frage. Auch Osborne zeigte sich überrumpelt, er hatte ebenfalls niemals von einem solchen Verhalten gehört, konnte Mpembas Beobachtungen jedoch später selbst experimentell reproduzieren. Im Jahr 1969, während Mpembas Studium am College of African Wildlife Management in der Nähe von Moshi, wurde eine von ihm und Osborne verfasste Arbeit über das Phänomen veröffentlicht. Ob der Effekt tatsächlich existiert und was ihn gegebenenfalls erklären würde, wird weiterhin kontrovers diskutiert.